# Louis Charles Vincent Le Blond de Saint-Hilaire
Louis Charles Vincent Le Blond de Saint-Hilaire (Ribemont, 1766 – Essling, 22 maggio 1809) fu un generale francese che servì nel periodo napoleonico.

## Biografia
Ufficiale degli ussari al tempo della rivoluzione francese, partecipò all'Assedio di Tolone (1793), alla battaglia di Loano ed a quella di Castiglione, ove si guadagnò i galloni di generale di brigata e dove perse in combattimento due dita.
Nel 1800 fu comandante militare della piazza di Marsiglia, quindi divenne comandante della 15ª divisione militare. Combatté poi, fra l'altro, ad Austerlitz, segnalandosi in particolare nella presa dell'altura di Pratzen insieme al generale Vandamme.
Partecipò alla campagna della Quarta coalizione, distinguendosi nella varie battaglie di Jena, Eylau e Heilsberg. Divenuto Conte dell'Impero nel 1808, fu lui affidata una divisione in Germania. 
Nel 1809 partecipò alla guerra della Quinta coalizione, dove si distinse, sotto gli occhi di Napoleone nella battaglia di Eckmühl.
Napoleone, dopo essere entrato a Vienna, gli promise che a breve sarebbe diventato uno dei suoi marescialli.
Purtroppo, morì prima di ottenere tale onore. Fu ferito gravemente nel corso della battaglia di Aspern-Essling a seguito della perdita del piede destro, amputatogli da una palla di cannone. Dopo l'amputazione, la gamba sviluppò una gangrena che, dopo 15 giorni, lo portò alla morte. Napoleone ne dispose l'inumazione della salma al Pantheon, insieme a quella del maresciallo Jean Lannes. Il suo nome è inciso sull'Arco di Trionfo di Parigi.